# Hugo Baum
Hugo Baum (Forst, 17 de janeiro de 1867 — Rostock, 15 de abril de 1950) foi um botânico alemão.

## Biografia
Como resultado da sua participação na expedição de Cunene Zambezi até ao coração do continente africano entre 11 de agosto de 1899 e 6 de junho de 1900, não só ocorreu a avaliação do potencial económico do sul de Angola, mas também coletaram mais de mil espécies botânicas e zoológicas importantes. Retornou da África para a Alemanha, onde viveu em Rostock. Baum trabalhou no Jardim Botânico da Universidade de Rostock, onde, apesar das dificuldades, desempenhou um papel decisivo no desenvolvimento desta instituição. Aos 58 anos, ele viajou para o México, onde mais uma vez, muitas novas descobertas foram feitas devido aos seus esforços. Hugo Baum morreu em 15 de abril de 1950, pouco depois de completar 83 anos.

## Legado
Os géneros botânicos Baumiella e Baumia e outras 76 espécies foram nomeadas em sua homenagem.

## Obras selecionadas
- Baum, Hugo (1903).  Otto Warburg, ed. Kunene-Sambesi-Expedition (em alemão). Berlim: Kolonial-Wirtschaftliches Komitee. 153 páginas
- Baum, Hugo (1925).  Walter Allendorff, ed. Allendorffs Kulturpraxis der Kalt- und Warmhauspflanzen (em alemão). Berlim: Parey. 466 páginas. ISBN 978-3-8457-4125-3